# Букура (озеро)
Озеро Букура (рум. Lacul Bucura) - льодовике озеро, що розташоване в горах Ретезат, у Румунії на висоті близько 2040 м. Це найбільше льодовикове озеро в Румунії, площею понад 10,5 га. Сягає 550 м завдовжки, 160 м завширшки. Довжина берегової лінії 1390 м. Максимальна глибина 15,5 м. Об'єм води - 625000 м³.